# 全國電子
全國電子股份有限公司（英語：E-life Mall Corporation，簡稱：全國電子，舊名：全國電子專賣店）是臺灣一家主要販賣電腦、通訊與家電相關商品的電子產品專賣店。

## 歷史沿革
1975年，全國電子創辦人林琦敏在台北圓環成立「全國電子計算機總匯」。
1985年，全國電子計算機總匯更名為「全國電子專賣店股份有限公司」，係王功堂集團旗下公司。
2000年，宏碁與全國電子策略聯盟；7月，全國電子由總經理蔡振豪領軍，以「創造新價值、改善原效率、深植厚基礎、啟動正循環」進行組織再造及變革，使得全國電子股價不斷升高，2010年每股稅後盈餘已達新台幣4.3元。
2000年七月份，全國電子專賣店正式更名為「全國電子股份有限公司」。
2005年底，全國電子股票上市，並將店面擴充至全台各地。
2006年，全國電子營業額達到新台幣130億元，店面門市擴充至268家。
2011年3月31日，全國電子總經理蔡振豪離職；同年4月1日由董事長林琦敏兼任總經理。
2012年3月16日，彭成兆接任全國電子執行長。
2016年6月6日，林政勳接任全國電子總經理，彭成兆轉任董事。
2017年5月，全國電子全新3C通路品牌Digital City首家門市高雄民族館正式開幕，位於高雄市鬧區，佔地400坪，融合當代價值，於全台320家門市及線上購物平台，將新潮、智慧、科技概念的3C家電商品及服務，分享給台灣的消費者，為消費者帶來全新的3C家電購物體驗。
2019年11月7日，全國電子線上購物平台上線。

## 腳注
1. ↑  門市資訊 （页面存档备份，存于）.全國電子
2. ↑   (PDF).   [2011-10-02]. （原始内容存档 (PDF)于2014-07-14）.
3. ↑  . 經濟日報. 2011-04-13  [2011-09-05]. （原始内容存档于2015-01-06）.

## 外部連結
- 全國電子 （页面存档备份，存于）
- 全國電子線上購物 （页面存档备份，存于）
- 台灣公司資料 （页面存档备份，存于）
- 全國電子  LINE 官方帳號 （页面存档备份，存于）
- 全國電子的Facebook專頁
- 全國電子的Instagram帳戶
- YouTube上的全國電子頻道